# アギシュムバ

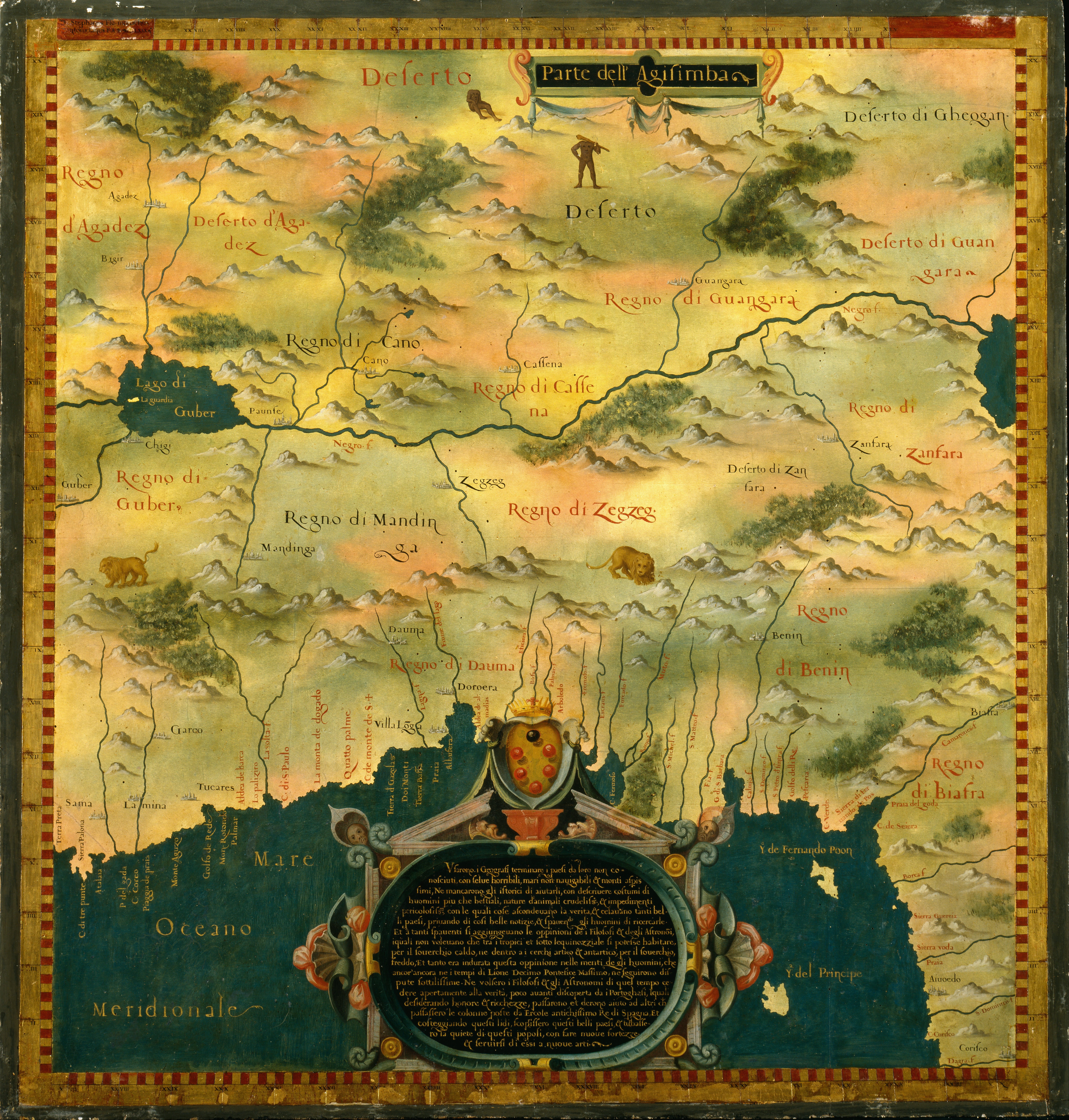
16世紀ヨーロッパで制作された地図における「アギシュムバ地方」。ステファノ・ボンシニョーリ、1589年、油彩、ヴェッキオ宮殿所蔵。

アギシュムバは、紀元2世紀中葉、クラウディオス・プトレマイオスの『地理学』において、アフリカのサブサハラにあると言及された土地。プトレマイオスが提示した地理座標に基づく地図を参照すると、ヌビアを除く（当時の地理概念としての）スーダンのほぼ全域がアギシュムバとされ、人の住む世界「エクメーネ」の南西端に位置する広大な領域である。
プトレマイオスによると、アギシュムバはフェザーンから南方へ4ヶ月かけて行ったところにあり、サヴァンナの大型動物が棲息し、大きな山がたくさんあるという。
プトレマイオスは紀元107年から115年の間に書かれたテュロスのマリノスの地理書（現存せず）を参考にしている。マリノスにはレプティス・マグナの商人ユリウス・マテルヌスの旅の記録が記載されており、それによると、紀元83年から92年の間にガラマンテス族の王がアギシュムバに進軍したという。ガラマンテス王の軍事行動の目的は、アギシュムバの反抗的な属領に威を示し、進貢関係を再構築しようとしたものと考えられる。
後の歴史家は、（ガラマンテス王が出兵した）アギシュムバの位置をティベスティ山地やアイル山地、チャド湖近辺などに比定しようと試みたがうまくいっていない。アラブとの交易以前にもトリポリ、フェザーン、カワール渓谷、チャド湖をつなぐサハラ交易が盛んであったことがわかっており、プトレマイオスの記述にも明らかであるため、この地をチャド湖東南域に比定する説が一定の説得力を持つ。
しかしながら、チャド湖近辺には高い山がなく、プトレマイオスの「名もない大きな山がたくさんある」という記述にはあてはまらない。なお、さらに古い時代の歴史家によると、アギシュムバがフェニキア人の影響を受けて中央スーダン（中央アフリカ）に成立した国であることが示唆され、チャド湖東南域説をとる場合、アラビア語で書かれた地理書で「カネム王国」として言及される国の前身であると見なしうるかもしれない。